# Monchy-au-Bois
Monchy-au-Bois és un municipi francès situat al departament del Pas de Calais i a la regió dels Alts de França. L'any 2007 tenia 506 habitants.

## Demografia

### Població
El 2007 la població de fet de Monchy-au-Bois era de 506 persones. Hi havia 188 famílies de les quals 40 eren unipersonals (20 homes vivint sols i 20 dones vivint soles), 64 parelles sense fills, 72 parelles amb fills i 12 famílies monoparentals amb fills.
La població ha evolucionat segons el següent gràfic:
Habitants censats

### Habitatges
El 2007 hi havia 205 habitatges, 192 eren l'habitatge principal de la família, 5 eren segones residències i 8 estaven desocupats. Tots els 202 habitatges eren cases. Dels 192 habitatges principals, 169 estaven ocupats pels seus propietaris, 18 estaven llogats i ocupats pels llogaters i 5 estaven cedits a títol gratuït; 5 tenien dues cambres, 25 en tenien tres, 42 en tenien quatre i 119 en tenien cinc o més. 167 habitatges disposaven pel capbaix d'una plaça de pàrquing. A 75 habitatges hi havia un automòbil i a 82 n'hi havia dos o més.

### Piràmide de població
La piràmide de població per edats i sexe el 2009 era:
| Homes | Edats   | Dones |
| ----- | ------- | ----- |
| 0     | 95 o +  | 0     |
| 0     | 90 a 94 | 0     |
| 0     | 85 a 89 | 8     |
| 4     | 80 a 84 | 4     |
| 12    | 75 a 79 | 20    |
| 12    | 70 a 74 | 12    |
| 16    | 65 a 69 | 20    |
| 12    | 60 a 64 | 16    |
| 8     | 55 a 59 | 12    |
| 12    | 50 a 54 | 12    |
| 20    | 45 a 49 | 8     |
| 28    | 40 a 44 | 16    |
| 8     | 35 a 39 | 16    |
| 0     | 30 a 34 | 12    |
| 20    | 25 a 29 | 20    |
| 20    | 20 a 24 | 16    |
| 24    | 15 a 19 | 20    |
| 16    | 10 a 14 | 16    |
| 8     | 5 a 9   | 8     |
| 12    | 0 a 4   | 4     |

## Economia
El 2007 la població en edat de treballar era de 321 persones, 248 eren actives i 73 eren inactives. De les 248 persones actives 227 estaven ocupades (126 homes i 101 dones) i 21 estaven aturades (14 homes i 7 dones). De les 73 persones inactives 16 estaven jubilades, 35 estaven estudiant i 22 estaven classificades com a «altres inactius».

### Ingressos
El 2009 a Monchy-au-Bois hi havia 191 unitats fiscals que integraven 513,5 persones, la mediana anual d'ingressos fiscals per persona era de 17.832 €.

### Activitats econòmiques
Dels 6 establiments que hi havia el 2007, 1 era d'una empresa de fabricació d'altres productes industrials, 1 d'una empresa de comerç i reparació d'automòbils, 2 d'empreses de transport, 1 d'una entitat de l'administració pública i 1 d'una empresa classificada com a «altres activitats de serveis».
L'únic servei als particulars que hi havia el 2009 era una perruqueria.
L'únic establiment comercial que hi havia el 2009 era una botiga de més de 120 m².
L'any 2000 a Monchy-au-Bois hi havia 13 explotacions agrícoles que ocupaven un total de 740 hectàrees.

## Equipaments sanitaris i escolars
El 2009 hi havia una escola elemental integrada dins d'un grup escolar amb les comunes properes formant una escola dispersa.

## Poblacions més properes
El següent diagrama mostra les poblacions més properes.